# Fedex

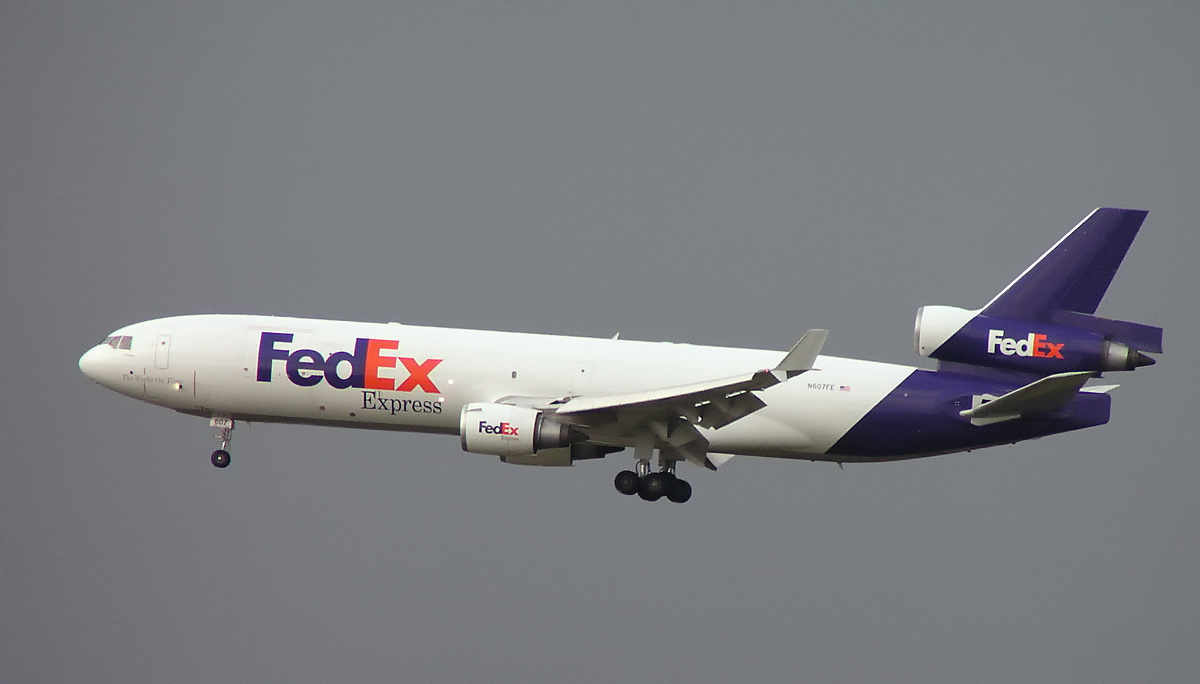
Fedex McDonnell Douglas MD-11.

Fedex Corporation, av företaget skrivet FedEx Corporation, är ett amerikanskt logistikföretag. Namnet är en förkortning av företagets ursprungliga namn Federal Express. 

## Inom kulturen
Fedex spelar en central roll i filmen Cast Away, i och med att huvudpersonen är anställd där.